# 沖縄県庁舎
沖縄県庁舎（おきなわけんちょうしゃ）は、沖縄県那覇市泉崎にある広域自治体たる沖縄県の役所（県庁）の本庁舎である。

隣りには沖縄県議会、沖縄県警察本部庁舎がある。近くには那覇市役所やテレビ局、百貨店、銀行などが立ち並ぶ。

## 概要
沖縄県庁の歴史は、琉球処分に伴う一連の流れの中で、1879年に通堂町（現在の住居表示では那覇市西1-2-16あたり）の旧薩摩奉行所跡に仮県庁が置かれたことに始まる。
1881年の沖縄県設置に伴い県庁として正式に発足し、1920年には新庁舎が落成し現在地に移転した。
沖縄戦時は1944年10月10日の十・十空襲で焼失し、宜野湾村に一時移転した。米軍上陸後は首里の壕へと移り、陸軍第32軍司令部の転戦に従い沖縄島南部を点々とするが、1945年6月9日に摩文仁村内の壕にて島田叡知事の解散指示によりその機能を停止した。
戦後は旧県庁の跡地に、米軍の手により琉球政府、米国民政府、立法院、琉球民裁判所などの庁舎が建築整備された。
1972年の本土復帰に伴い、琉球政府庁舎が県庁となった。
1968年に米国民政府が移転し、また復帰により国家事務を扱う部局が移転したことで一時的に余裕ができたが、行政需要が増大したことで庁舎が手狭になってきた。緊急にプレハブ庁舎を建てたが間に合わず、近辺の民間ビルを借りて対応しなければならなかった。そこで、1981年（昭和56年）より沖縄県総務部に県庁舎建設準備室を設置し計画が進められていた。
沖縄県庁を中部に移転し、第1庁舎や沖縄県議会（旧立法院）の保存を求める声があったものの、1986年に第1庁舎、第3庁舎、旧司法庁舎などを撤去して着工。ところが、琉球王朝時代の窯業釜「湧田釜」が発掘され、移転論なども再噴出した。結局、釜は掘り出され、那覇市おもろまちの那覇新都心に移設された（2007年11月に開館した沖縄県立博物館・美術館への設置が行われている）。移設後、工事が再開され1990年1月に新庁舎が落成した。

### 県庁舎の変遷

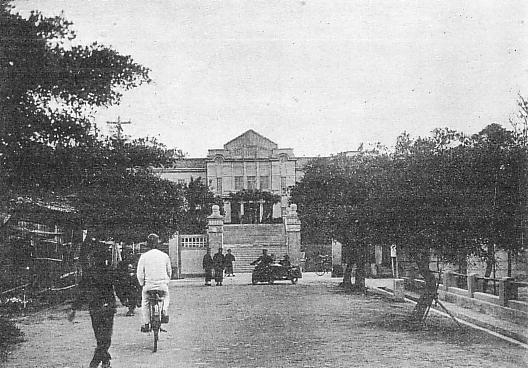
戦前の県庁
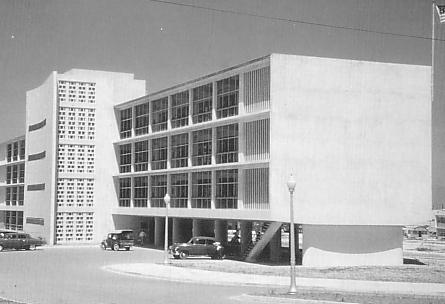
琉球政府・復帰直後の県庁

## 建物
1986年起工、1990年竣工
- 高さ - 71.7 m
- 階数 - 地上14階（塔屋3階）地下2階（14階には、展望室がある）
- 構造 - 鉄骨鉄筋コンクリート造
- 延床面積 - 78,284 m2

### 設計
- 設計 - 黒川紀章建築都市設計事務所・沖縄県建築設計監理共同組合JV

### デザイン
高層の庁舎は、仕上材料の異なる三層構成となっている。頂部は、近くにある琉球放送のアナログ放送STL波を豊見城市の旧NHK沖縄放送局にある送信施設に届かせるため、切妻屋根の中央部の曲線で切りとっている(2011年のアナログ放送停波後の改築等は未定)。正面玄関上部には、シーサーを取りつけるなど、伝統と現代の共生を目指している。1991年には、第32回BCS賞を受賞している。

### 展望室
展望室は、西側しか見る事ができない。景色は、海や那覇の中心街が見える。しかし、直射日光を遮る為か、窓が壁面から2m程内側に入っている為、高い所に出たという爽快感は余り感じられない。窓は開く事が出来る様だが、開けないでと書かれている。また、喫茶室がある。

## 交通機関
- 最寄駅 - 沖縄都市モノレール線（ゆいレール）県庁前駅
- 最寄バス停 - 県庁前、県庁北口、県庁南口バス停。県庁前駅#バス路線を参照。

## 周辺施設
- 那覇市役所
- 沖縄県警察本部
- パレットくもじ
- 沖縄銀行本店
- 国際通り